# Rhabdochaeta pulchella
Rhabdochaeta pulchella är en tvåvingeart som beskrevs av de Meijere 1904. Rhabdochaeta pulchella ingår i släktet Rhabdochaeta och familjen borrflugor. Inga underarter finns listade i Catalogue of Life.